# 丹妮拉·拉米雷斯
丹妮拉·拉米雷斯（英語：Daniella Ramirez，2001年10月6日—），美国女子花样游泳运动员，2019年泛美运动会集体铜牌得主、2023年世界游泳锦标赛集体技巧自选银牌得主和集体技术自选铜牌得主、2024年夏季奥林匹克运动会集体银牌得主。